# Amazona d'espatlles grogues
L'amazona d'espatlles grogues (Amazona barbadensis) és una espècie d'ocell de la família dels psitàcids que habita zones moderadament àrides, amb arbres o arbusts, del nord de Veneçuela, incloent l'illa Margarita i altres.